# Wladislaus von Wolszlegier
Wladislaus von Wolszlegier (polnisch: Władysław Wolszlegier; * 7. April 1849 in Gutsbezirk Schönfeld, Landkreis Konitz; † 5. Januar 1922) war Rittergutsbesitzer und Mitglied des Deutschen Reichstags.

## Leben
Wolszlegier war Rittergutsbesitzer auf Schönfeld bei Konitz in Westpreußen. Er vertrat den Wahlkreis Schlochau-Konitz-Tuchel im Preußischen Abgeordnetenhaus vom Herbst 1882 bis 1885 und wurde bei den Reichstagswahlen 1884, 1890, 1893 und 1898 im Wahlkreis Regierungsbezirk Marienwerder 6 Konitz, Tuchel gewählt. Von 1903 bis 1907 vertrat er als Abgeordneter den Reichstagswahlkreis Regierungsbezirk Danzig 5 (Berent – Preußisch Stargard – Dirschau). Im Reichstag gehörte er der Polnischen Fraktion an.